# Viola Wein
Viola Wein (ur. 1946) – polsko-izraelska autorka prozy wspomnieniowej i tłumaczka żydowskiego pochodzenia.

## Życiorys
Ukończyła szkołę podstawową i liceum muzyczne w Warszawie, po czym rozpoczęła studia w klasie fortepianu na Akademii Muzycznej im. Fryderyka Chopina w Warszawie. W 1968 roku po antysemickiej nagonce, będącej następstwem wydarzeń marcowych wyemigrowała do Izraela. Osiadła w Jerozolimie, gdzie kontynuowała studia muzykologiczne na Uniwersytecie Hebrajskim, które ukończyła w 1973 r.
Pracowała m.in. jako nauczycielka muzyki w szkole dla dzieci specjalnej troski, nauczycielka fortepianu w konserwatorium muzycznym, urzędniczka i tłumaczka w Instytucie Jad Waszem. Tłumaczyła literaturę hebrajską na język polski. Uczestniczy w wielu wydarzeniach promujących kulturę polską w Izraelu. Siostra Yossi (Józefa) Weina (1947-2015). Obecnie mieszka w Jerozolimie. Ma troje dzieci, w tym kompozytora Yaira Albega Weina i dwoje wnuków.

## Twórczość
Viola Wein jest autorką czterech książek. Jej twórczość koncentruje się wokół tematu ludzi wykluczonych ze społeczeństwa: uchodźców, homoseksualistów, niepełnosprawnych, chorych. Wszystkich tych, którzy naznaczeni są piętnem przeszłości lub teraźniejszości.
- Mezalians. Olsztyn: ODN, 1996. ISBN 83-904798-2-6. Brak numerów stron w książce – zbiór opowiadań, nagroda Fundacji Kultury
- Rachmunes (z hebr. Litość). Warszawa: Wydawnictwo Sic!, 2005. ISBN 83-88807-78-1. Brak numerów stron w książce – zbiór siedmiu opowiadań, w których autorka drąży temat stosunków międzyludzkich, wpływu polityki czy okoliczności losu na egzystencję człowieka
- Jerozolimskie morze. Warszawa: Zysk i S-ka, 2011. ISBN 978-83-7506-832-0. Brak numerów stron w książce – powieść; historia mieszkającej w Jerozolimie kobiety zmagającej się z nagłą chorobą, przeplatanej wspomnieniami z powojennej Warszawy.
- Kieliszek chleba. Lublin: Werset, 2018. ISBN 978-83-65713-24-7. Czwarty już tomik prozy ukazuje ją jako pisarkę o wyrazistej i osobistej poetyce i tematyce, władającą godną podziwu polszczyzną mimo już pięćdziesięciu lat przeżytych poza krajem cyt. ze wstępu do książki pióra prof. Jerzego Jarzębskiego.

W latach 90. XX w. przetłumaczyła na język polski wiersze Igala Ben-Arie zawarte w trzech tomikach.
Przełożyła również na język polski trzy tomiki poezji Jonatana Barkai'a (Jonatana Berkowicza, ur. 1937):
- Pastoralna atmosfera cmentarzy (2011),
- Morderczy wizerunek (2013),
- Zatracona metropolia (2013).